# فرح (إحساس)
الفرح هو لذة في القلب لنيل المشتهى، والكلمة ترادف السرور والحبور والجذل والغبطة والبهج والارتياح والاستبشار والاغتباط، ويقاربها الفرج، وَيُسْتَعْمَلُ فِي مَعَانٍ أَحَدُهَا الْأَشَرُ وَالْبَطِرُ وَعَلَيْهِ قَوْله تَعَالَى ﴿إِنَّ اللَّهَ لا يُحِبُّ الْفَرِحِينَ﴾ [القصص:76]، وَالثَّانِي الرِّضَا وَعَلَيْهِ قَوْله تَعَالَى ﴿كُلُّ حِزْبٍ بِمَا لَدَيْهِمْ فَرِحُونَ﴾ [المؤمنون:53]، وَالثَّالِثُ السُّرُورُ وَعَلَيْهِ قَوْله تَعَالَى ﴿فَرِحِينَ بِمَا آتَاهُمُ اللَّهُ مِنْ فَضْلِهِ﴾ [آل عمران:170]، ويطلق على الاحتفال ببعض المناسبات الخاصة مثل: الزواج، والخطبة، والعرس. ومنه الفرائحي للغناء يغني في الأعراس.

## تعريف الفرح

### لغة
الفرح : نقيض الحزن وقال ثعلب : هو أن يجد في قلبه خفة . و الفرح أيضا : البطر . ومنه قوله تعالى : { لا تفرح إن الله لا يحب الفرحين } ، وقيل : لا تفرح لا تأشر، والمعنيان متقاربان لأنه إذا سر ربما أشر . و المفراح : هو الكثير الفرح. و الفرحة والفرحة : المسرة . و فرح به : سر .

### اصطلاحًا
الفرح : انشراح الصدر بلذة عاجلة وأكثر ما يكون ذلك في اللذات البدنية. وقال القرطبي «: الفرح لذةٌ في القلب بإدراك المحبوب» ،وقال الجرجاني: الفرح : لذة في القلب لنيل المشتهى.

## الفرق بين الفرح والسرور
قال أبو هلال العسكري : «الفرق بين السرور والفرح: أن السرور لا يكون إلا بما هو نفع أو لذة على الحقيقة، وقد يكون الفرح بما ليس بنفع ولا لذة كفرح الصبي بالرقص والعدو والسباحة وغير ذلك مما يتعبه ويؤذيه ولا يسمى ذلك سرورا».

## الفرح في القرآن
وردت مادة ( فرح ) ومشتقاتها في القرآن الكريم اثنتين وعشرينَ مرّةً ، وقد صنّف بعض العلماء الفرح إلى نوعين :

### الفرح المذموم
وهو الفرح الذي يحمل عليه الأشر والبطر كفرح قارون ﴿إنَّ قَارُونَ كَانَ مِنْ قَوْمِ مُوسَى فَبَغَى عَلَيْهِمْ وَآتَيْنَاهُ مِنَ الْكُنُوزِ مَا إِنَّ مَفَاتِحَهُ لَتَنُوءُ بِالْعُصْبَةِ أُولِي الْقُوَّةِ إِذْ قَالَ لَهُ قَوْمُهُ لَا تَفْرَحْ إِنَّ اللَّهَ لَا يُحِبُّ الْفَرِحِينَ﴾.

### الفرح المحمود
هو الفرح بتحقيق طاعة الله أو بالحصول على نعمة من نعمه، قال تعالى:﴿قُلْ بِفَضْلِ اللَّهِ وَبِرَحْمَتِهِ فَبِذَلِكَ فَلْيَفْرَحُوا هُوَ خَيْرٌ مِمَّا يَجْمَعُونَ﴾.

## =الضابط في الفرق بينهما
```
قال 
ابن عطية
 في الضابط في الفرح المذموم وغير المذموم في القرآن : «الفرح إذا ورد مقيدًا في خير فليس بمذموم وإذا ورد مقيدًا في شر أو مطلقا لحقه ذم إذ ليس من أفعال الآخرة».
[
8
]
```